# NBA Most Valuable Player

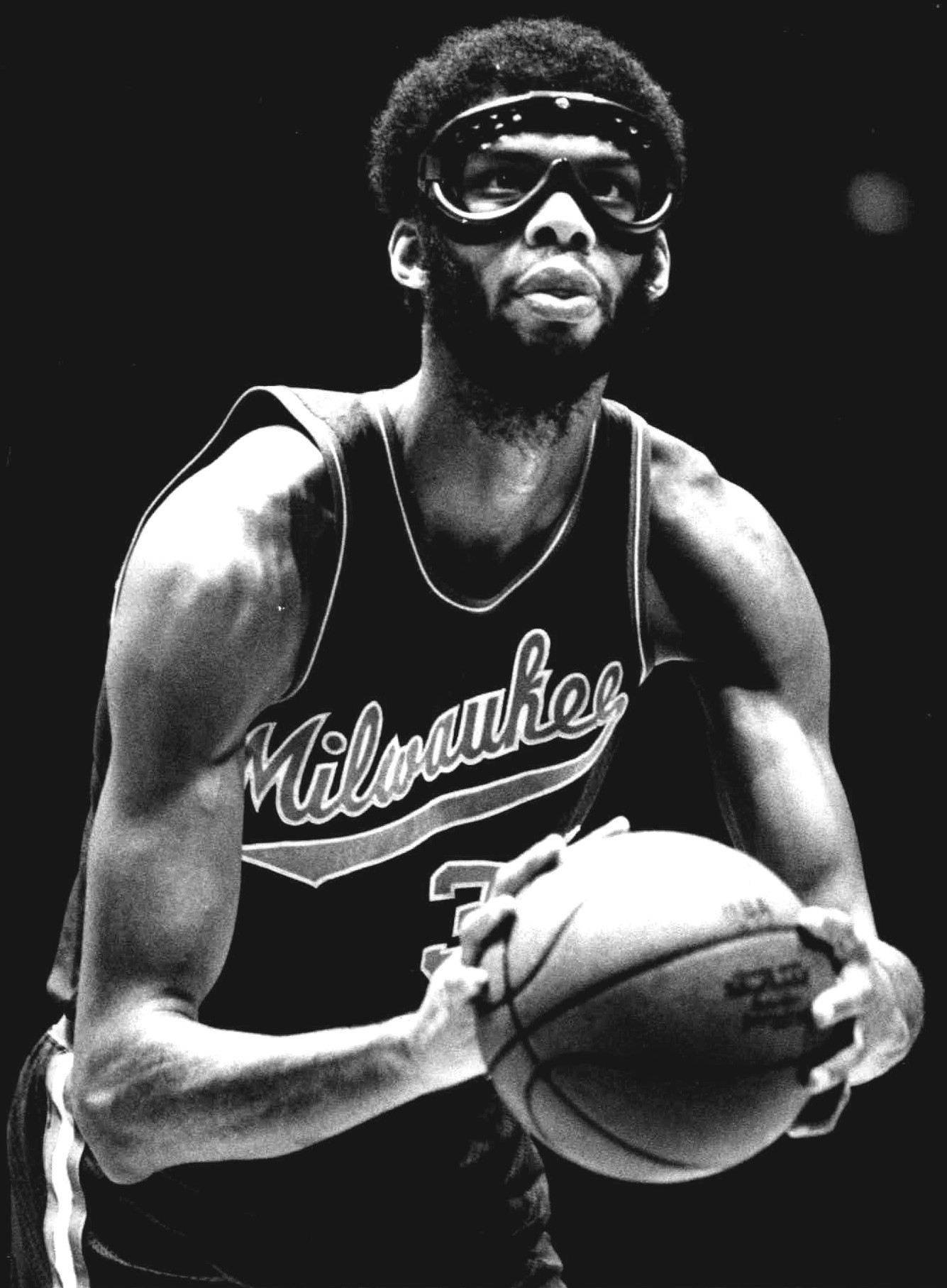
Kareem Abdul-Jabbar, ici en 1974 sous le maillot des Bucks de Milwaukee, détient le record du nombre de titres de MVP (6).

Le trophée de NBA Most Valuable Player (MVP) est une récompense attribuée chaque année par la National Basketball Association (NBA) au meilleur joueur de la saison régulière. Le trophée porte le nom de Maurice Podoloff, le premier commissaire de la NBA de 1946 à 1963, de sa création jusqu'en 2022 puisqu'il est renommé au nom de Michael Jordan. Avant la saison 2016-2017 le nom du MVP était généralement annoncé à la fin de la saison régulière, lors du deuxième tour des Playoffs. Depuis, l'ensemble des récompenses sont remises en juin lors d'une cérémonie après la fin des NBA Finals.
Tous les anciens MVP remplissant les conditions pour entrer au Basketball Hall of Fame y ont été introduits. Toutefois, certains joueurs classés parmi les meilleurs de l'histoire n'ont jamais obtenu le trophée, tels que Clyde Drexler, Patrick Ewing, Scottie Pippen, Robert Parish ou John Stockton.
Depuis la saison 1982-1983, le trophée a été remis chaque année à un joueur membre d'une équipe ayant remporté plus de 50 victoires en saison régulière jusqu’à la saison 2016-2017 où Russell Westbrook fut MVP avec un bilan collectif de 47 victoires et 35 défaites (notamment grâce à son record de triples-doubles de 42).

## Mode de désignation
Jusqu'à la saison 1979-1980, le MVP est désigné par le vote de joueurs de la ligue. À partir de la saison suivante, les votants sont issus d'une sélection de journalistes sportifs et de commentateurs américains et canadiens. Chacun nomme cinq joueurs, classés par ordre de préférence. Une première place vaut dix points ; une deuxième en vaut sept ; une troisième en vaut cinq ; une quatrième en vaut trois et une cinquième en vaut un seul. Depuis 2010, un bulletin représentant le vote des internautes est ajouté au scrutin. Le joueur obtenant le plus grand nombre de points remporte le titre.
Jusqu'en 2016 et l'élection de Stephen Curry, aucun joueur n'avait été élu à l'unanimité. Shaquille O'Neal et LeBron James sont ceux qui s'en étaient le plus rapprochés, échouant à une voix de l'unanimité (en 2000 pour O'Neal et en 2013 pour James). La plus petite marge de l'histoire séparant le MVP de son second a lieu lors de la saison 1989-1990 lorsque Magic Johnson devance Charles Barkley de 22 points, celui-ci devançant même le joueur des Lakers de Los Angeles au nombre de premières places. Avant cette date, l'écart le plus petit était de 29 pour Karl Malone qui devance Michael Jordan en 1997, puis 34 en 2005 avec Steve Nash devant Shaquille O'Neal.
En plus de la performance individuelle, les résultats de l'équipe sont pris en compte dans le vote : le trophée est généralement décerné à un joueur membre d'une équipe classée parmi les premières de sa conférence.

## Histoire
Le trophée est décerné pour la première fois lors de la saison 1955-1956.
Hakeem Olajuwon, né au Nigeria, fut le premier joueur né en dehors du territoire américain à remporter ce trophée. Steve Nash, de nationalité canadienne, devient quant à lui le premier joueur non-américain à être élu MVP de la saison régulière. En 2007, Dirk Nowitzki est le premier joueur européen à être élu MVP de la saison régulière. En 2019, Giannis Antetokounmpo est le deuxième joueur européen, et troisième plus jeune joueur de l'histoire à obtenir ce trophée. En 2021, Nikola Jokić devient le troisième joueur européen à décrocher le titre de MVP. Avec le Camerounais, Joel Embiid, ces joueurs sont les seuls non-Américains à avoir obtenu le trophée, auxquels on ajoute parfois Tim Duncan, né dans les Îles Vierges américaines mais considéré par la NBA comme un joueur international.
Le plus vieux vainqueur du trophée est Karl Malone, âgé de 35 ans lorsqu'il l'obtient en 1999. Il prend la place de Michael Jordan, âgé seulement de 34 ans et quelques mois lorsqu'il l'emporte l'année précédente. En 2011, Derrick Rose devient le plus jeune MVP de l'histoire à 22 ans, 6 mois et 30 jours, détrônant Wes Unseld. En outre, Jordan détient le record du plus grand écart entre deux titres de MVP, dix ans séparant son premier et son dernier titre (1988, 1998).
Seuls quatre joueurs sont parvenus à remporter le titre avec deux équipes différentes : Kareem Abdul-Jabbar, Moses Malone, Wilt Chamberlain et LeBron James. Deux joueurs ont obtenu le titre lors de leur première saison professionnelle (« rookie ») : Wilt Chamberlain (1960) et Wes Unseld (1969).

## Palmarès

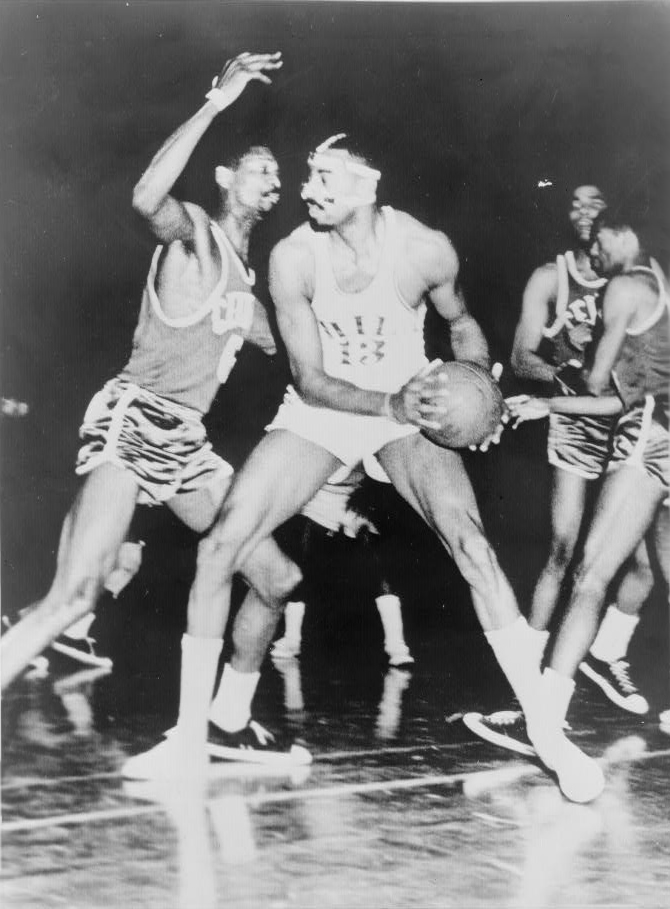
Bill Russell (gauche) a remporté le titre à cinq reprises. Wilt Chamberlain (au centre) l'a remporté quatre fois.

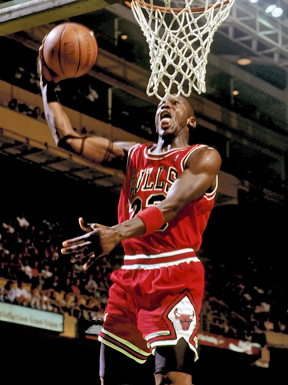
Michael Jordan a remporté le titre à cinq reprises.

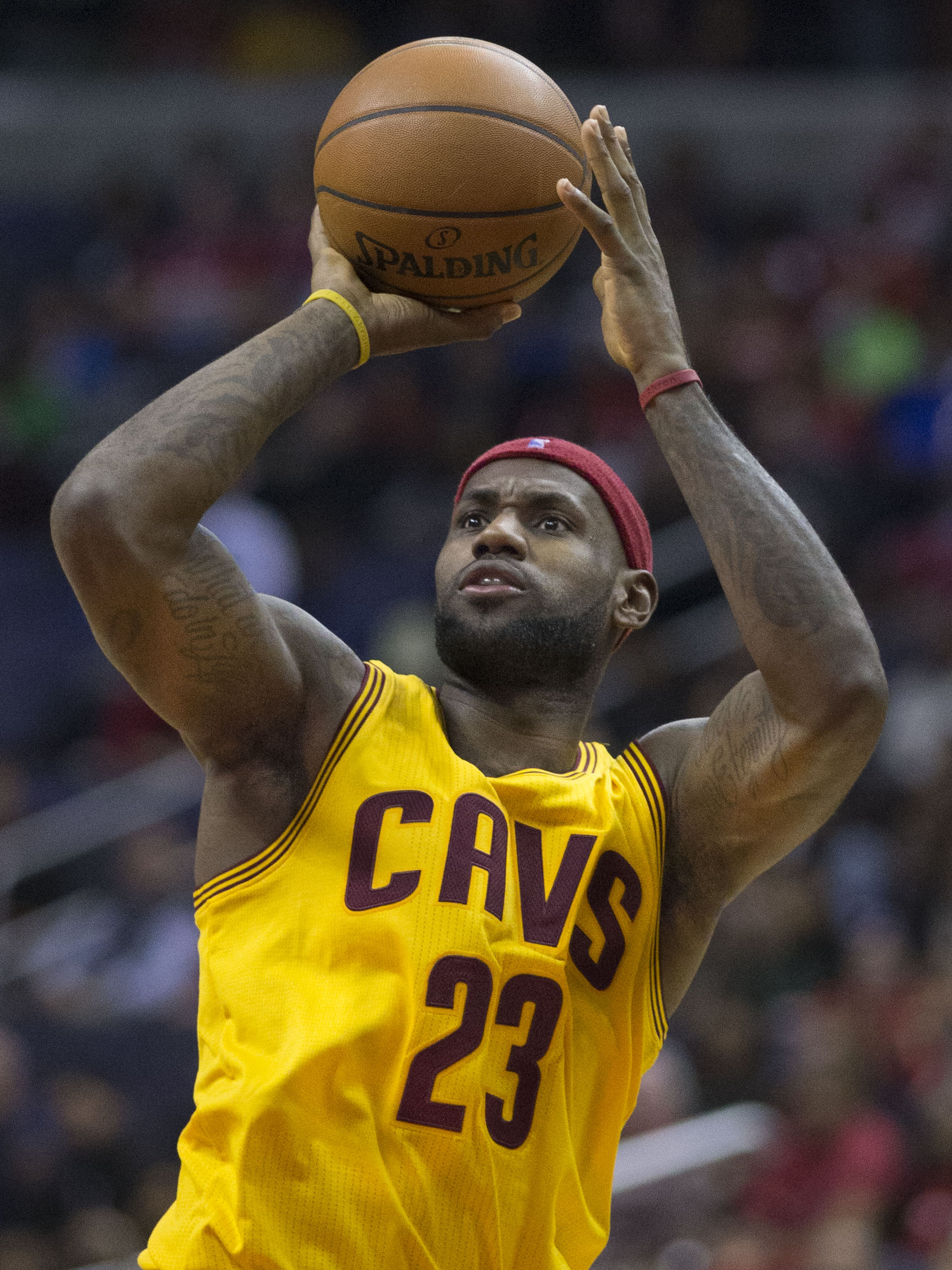
LeBron James a reçu le titre quatre fois.

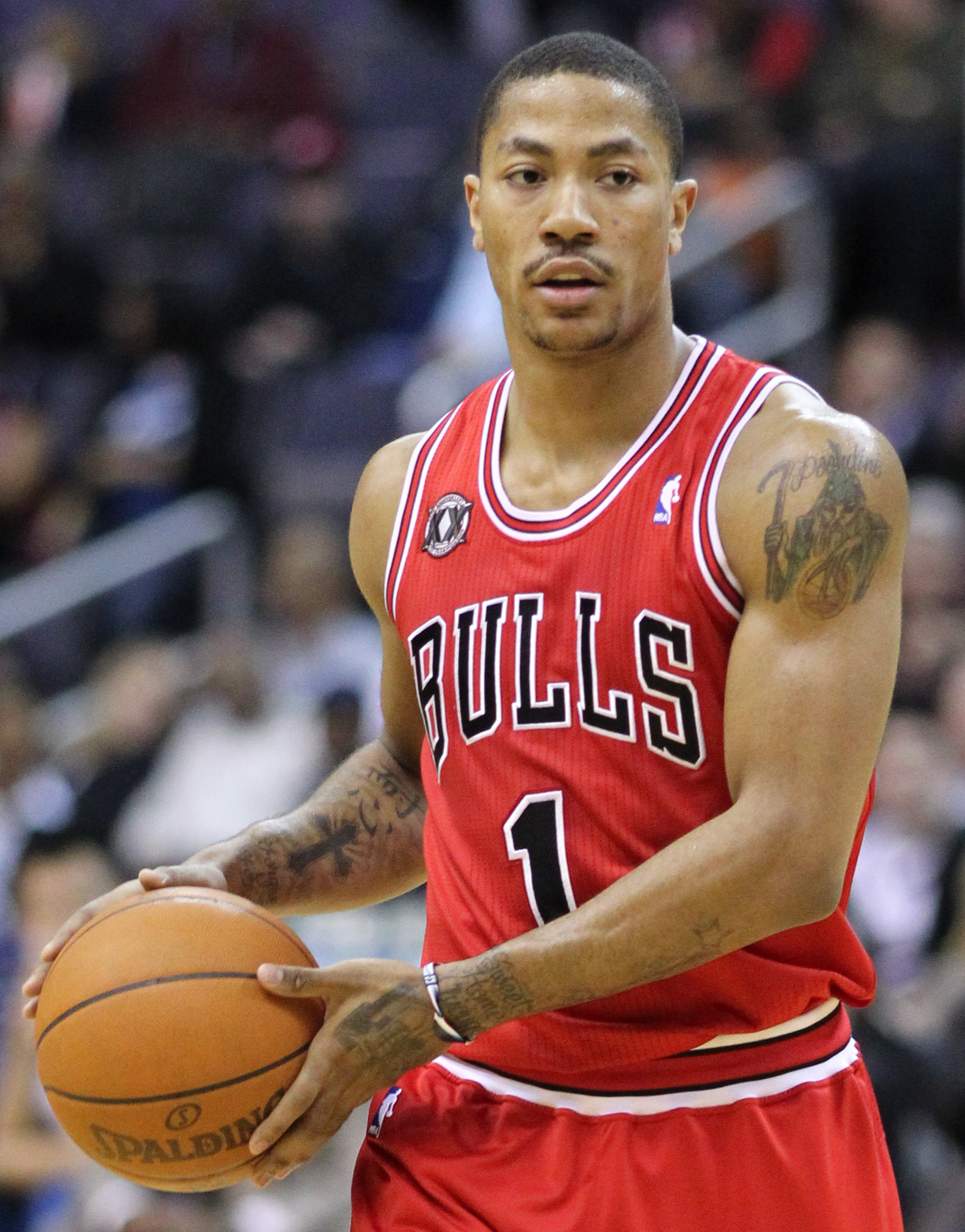
Derrick Rose est le plus jeune joueur à remporter le titre à 22 ans.

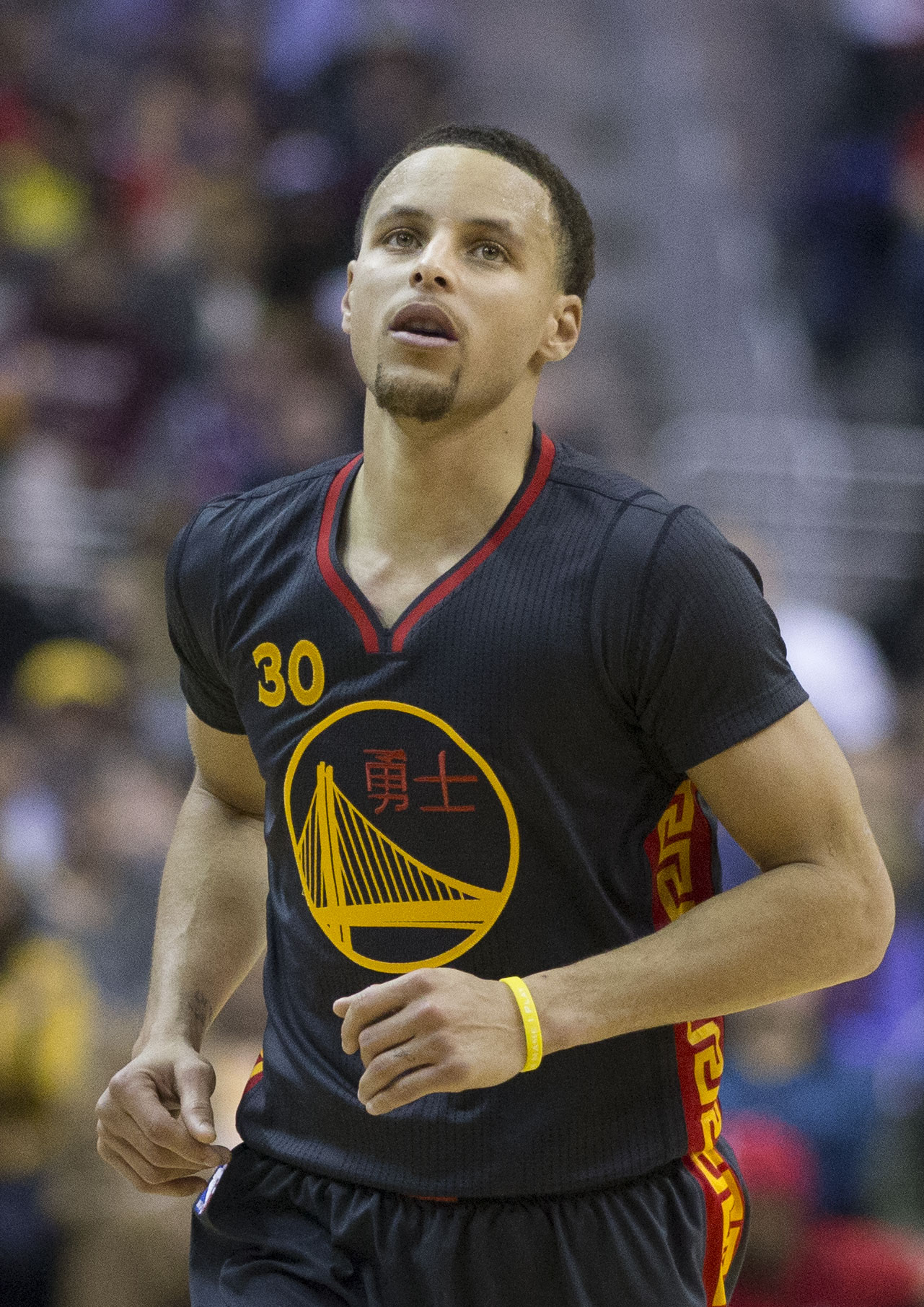
Stephen Curry seul MVP unanime de l'histoire en 2016.

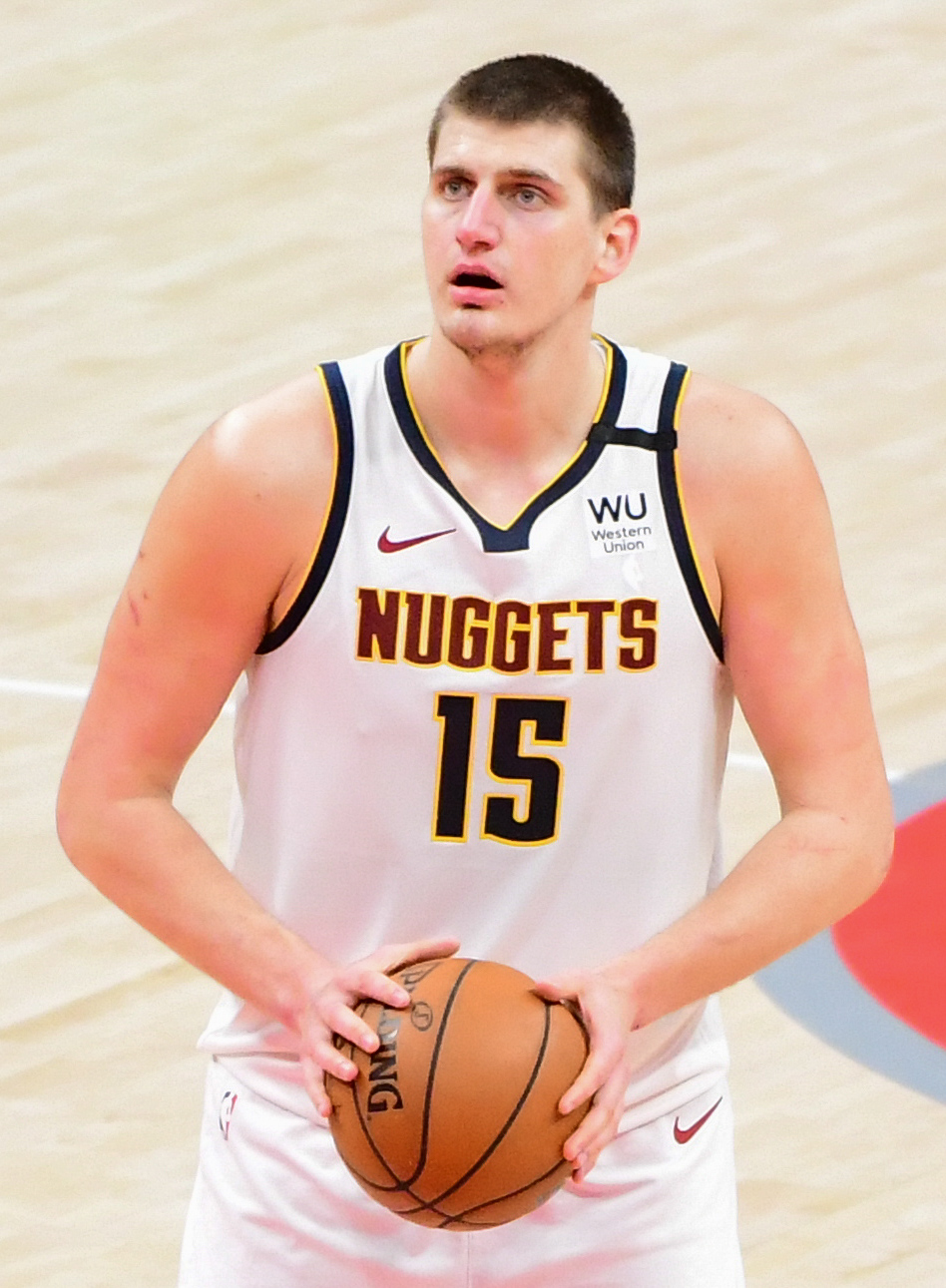
Nikola Jokić est le seul joueur sélectionné au second tour de draft à remporter un titre (aujourd'hui 3 titres).

|            | Joueur étant toujours en activité à la NBA.                                        |
|            | Introduit aux Basketball Hall of Fame.                                             |
| C          | Joueur ayant gagné le championnat cette année.                                     |
| ∞          | Joueur élu MVP à l'unanimité                                                       |
| Joueur (X) | Indique le nombre de fois où le joueur avait été nommé MVP à ce moment-là.         |
| Équipe (X) | Indique le nombre de fois qu'un joueur de cette équipe avait gagné à ce moment-là. |

| Saison      | Joueur                    | Position          | Nationalité  | Équipe                       |
| ----------- | ------------------------- | ----------------- | ------------ | ---------------------------- |
| 1955-1956   | Bob Pettit                | Ailier fort/Pivot | Américaine   | Hawks de Saint-Louis         |
| 1956-1957 C | Bob Cousy                 | Meneur            | Américaine   | Celtics de Boston            |
| 1957-1958   | Bill Russell              | Pivot             | Américaine   | Celtics de Boston (2)        |
| 1958-1959   | Bob Pettit (2)            | Ailier fort/Pivot | Américaine   | Hawks de Saint-Louis (2)     |
| 1959-1960   | Wilt Chamberlain          | Pivot             | Américaine   | Warriors de Philadelphie     |
| 1960-1961 C | Bill Russell (2)          | Pivot             | Américaine   | Celtics de Boston (3)        |
| 1961-1962 C | Bill Russell (3)          | Pivot             | Américaine   | Celtics de Boston (4)        |
| 1962-1963 C | Bill Russell (4)          | Pivot             | Américaine   | Celtics de Boston (5)        |
| 1963-1964   | Oscar Robertson           | Meneur            | Américaine   | Royals de Cincinnati         |
| 1964-1965   | Bill Russell (5)          | Pivot             | Américaine   | Celtics de Boston (6)        |
| 1965-1966   | Wilt Chamberlain (2)      | Pivot             | Américaine   | 76ers de Philadelphie        |
| 1966-1967 C | Wilt Chamberlain (3)      | Pivot             | Américaine   | 76ers de Philadelphie (2)    |
| 1967-1968   | Wilt Chamberlain (4)      | Pivot             | Américaine   | 76ers de Philadelphie (3)    |
| 1968-1969   | Wes Unseld                | Pivot/Ailier fort | Américaine   | Bullets de Baltimore         |
| 1969-1970 C | Willis Reed               | Pivot             | Américaine   | Knicks de New York           |
| 1970-1971 C | Kareem Abdul-Jabbar       | Pivot             | Américaine   | Bucks de Milwaukee           |
| 1971-1972   | Kareem Abdul-Jabbar (2)   | Pivot             | Américaine   | Bucks de Milwaukee (2)       |
| 1972-1973   | Dave Cowens               | Pivot             | Américaine   | Celtics de Boston (7)        |
| 1973-1974   | Kareem Abdul-Jabbar (3)   | Pivot             | Américaine   | Bucks de Milwaukee (3)       |
| 1974-1975   | Bob McAdoo                | Ailier fort/Pivot | Américaine   | Braves de Buffalo            |
| 1975-1976   | Kareem Abdul-Jabbar (4)   | Pivot             | Américaine   | Lakers de Los Angeles        |
| 1976-1977   | Kareem Abdul-Jabbar (5)   | Pivot             | Américaine   | Lakers de Los Angeles (2)    |
| 1977-1978   | Bill Walton               | Pivot             | Américaine   | Trail Blazers de Portland    |
| 1978-1979   | Moses Malone              | Pivot             | Américaine   | Rockets de Houston           |
| 1979-1980 C | Kareem Abdul-Jabbar (6)   | Pivot             | Américaine   | Lakers de Los Angeles (3)    |
| 1980-1981   | Julius Erving             | Ailier            | Américaine   | 76ers de Philadelphie (4)    |
| 1981-1982   | Moses Malone (2)          | Pivot             | Américaine   | Rockets de Houston (2)       |
| 1982-1983 C | Moses Malone (3)          | Pivot             | Américaine   | 76ers de Philadelphie (5)    |
| 1983-1984 C | Larry Bird                | Ailier            | Américaine   | Celtics de Boston (8)        |
| 1984-1985   | Larry Bird (2)            | Ailier            | Américaine   | Celtics de Boston (9)        |
| 1985-1986 C | Larry Bird (3)            | Ailier            | Américaine   | Celtics de Boston (10)       |
| 1986-1987 C | Magic Johnson             | Meneur            | Américaine   | Lakers de Los Angeles (4)    |
| 1987-1988   | Michael Jordan            | Arrière           | Américaine   | Bulls de Chicago             |
| 1988-1989   | Magic Johnson (2)         | Meneur            | Américaine   | Lakers de Los Angeles (5)    |
| 1989-1990   | Magic Johnson (3)         | Meneur            | Américaine   | Lakers de Los Angeles (6)    |
| 1990-1991 C | Michael Jordan (2)        | Arrière           | Américaine   | Bulls de Chicago (2)         |
| 1991-1992 C | Michael Jordan (3)        | Arrière           | Américaine   | Bulls de Chicago (3)         |
| 1992-1993   | Charles Barkley           | Ailier fort       | Américaine   | Suns de Phoenix              |
| 1993-1994 C | Hakeem Olajuwon           | Pivot             | Nigériane    | Rockets de Houston (3)       |
| 1994-1995   | David Robinson            | Pivot             | Américaine   | Spurs de San Antonio         |
| 1995-1996 C | Michael Jordan (4)        | Arrière           | Américaine   | Bulls de Chicago (4)         |
| 1996-1997   | Karl Malone               | Ailier fort       | Américaine   | Jazz de l'Utah               |
| 1997-1998 C | Michael Jordan (5)        | Arrière           | Américaine   | Bulls de Chicago (5)         |
| 1998-1999   | Karl Malone (2)           | Ailier fort       | Américaine   | Jazz de l'Utah (2)           |
| 1999-2000 C | Shaquille O'Neal          | Pivot             | Américaine   | Lakers de Los Angeles (7)    |
| 2000-2001   | Allen Iverson             | Meneur            | Américaine   | 76ers de Philadelphie (6)    |
| 2001-2002   | Tim Duncan                | Ailier fort       | Américaine   | Spurs de San Antonio (2)     |
| 2002-2003 C | Tim Duncan (2)            | Ailier fort       | Américaine   | Spurs de San Antonio (3)     |
| 2003-2004   | Kevin Garnett             | Ailier fort       | Américaine   | Timberwolves du Minnesota    |
| 2004-2005   | Steve Nash                | Meneur            | Canadienne   | Suns de Phoenix (2)          |
| 2005-2006   | Steve Nash (2)            | Meneur            | Canadienne   | Suns de Phoenix (3)          |
| 2006-2007   | Dirk Nowitzki             | Ailier fort       | Allemande    | Mavericks de Dallas          |
| 2007-2008   | Kobe Bryant               | Arrière           | Américaine   | Lakers de Los Angeles (8)    |
| 2008-2009   | LeBron James              | Ailier            | Américaine   | Cavaliers de Cleveland       |
| 2009-2010   | LeBron James (2)          | Ailier            | Américaine   | Cavaliers de Cleveland (2)   |
| 2010-2011   | Derrick Rose              | Meneur            | Américaine   | Bulls de Chicago (6)         |
| 2011-2012 C | LeBron James (3)          | Ailier            | Américaine   | Heat de Miami                |
| 2012-2013 C | LeBron James (4)          | Ailier            | Américaine   | Heat de Miami (2)            |
| 2013-2014   | Kevin Durant              | Ailier            | Américaine   | Thunder d'Oklahoma City      |
| 2014-2015 C | Stephen Curry             | Meneur            | Américaine   | Warriors de Golden State (2) |
| 2015-2016 ∞ | Stephen Curry (2)         | Meneur            | Américaine   | Warriors de Golden State (3) |
| 2016-2017   | Russell Westbrook         | Meneur            | Américaine   | Thunder d'Oklahoma City (2)  |
| 2017-2018   | James Harden              | Arrière           | Américaine   | Rockets de Houston (4)       |
| 2018-2019   | Giánnis Antetokoúnmpo     | Ailier fort       | Grec         | Bucks de Milwaukee (4)       |
| 2019-2020   | Giánnis Antetokoúnmpo (2) | Ailier fort       | Grec         | Bucks de Milwaukee (5)       |
| 2020-2021   | Nikola Jokić              | Pivot             | Serbe        | Nuggets de Denver            |
| 2021-2022   | Nikola Jokić (2)          | Pivot             | Serbe        | Nuggets de Denver (2)        |
| 2022-2023   | Joel Embiid               | Pivot             | Camerounaise | 76ers de Philadelphie (7)    |
| 2023-2024   | Nikola Jokić (3)          | Pivot             | Serbe        | Nuggets de Denver (3)        |
| 2024-2025 C | Shai Gilgeous-Alexander   | Meneur            | Canadienne   | Thunder d'Oklahoma City (3)  |

## Joueurs ayant gagné le plus de trophée de MVP
| Titres | Joueur                | Équipe(s)                                                | Années                             |
| ------ | --------------------- | -------------------------------------------------------- | ---------------------------------- |
| 6      | Kareem Abdul-Jabbar   | Bucks de Milwaukee (3) / Lakers de Los Angeles (3)       | 1971, 1972, 1974, 1976, 1977, 1980 |
| 5      | Bill Russell          | Celtics de Boston                                        | 1958, 1961, 1962, 1963, 1965       |
| 5      | Michael Jordan        | Bulls de Chicago                                         | 1988, 1991, 1992, 1996, 1998       |
| 4      | Wilt Chamberlain      | Warriors de Philadelphie (1) / 76ers de Philadelphie (3) | 1960, 1966, 1967, 1968             |
| 4      | LeBron James          | Cavaliers de Cleveland (2) / Heat de Miami (2)           | 2009, 2010, 2012, 2013             |
| 3      | Moses Malone          | Rockets de Houston (2) / 76ers de Philadelphie (1)       | 1979, 1982, 1983                   |
| 3      | Larry Bird            | Celtics de Boston                                        | 1984, 1985, 1986                   |
| 3      | Magic Johnson         | Lakers de Los Angeles                                    | 1987, 1989, 1990                   |
| 3      | Nikola Jokić          | Nuggets de Denver                                        | 2021, 2022, 2024                   |
| 2      | Bob Pettit            | Hawks de Saint-Louis                                     | 1956, 1959                         |
| 2      | Karl Malone           | Jazz de l'Utah                                           | 1997, 1999                         |
| 2      | Tim Duncan            | Spurs de San Antonio                                     | 2002, 2003                         |
| 2      | Steve Nash            | Suns de Phoenix                                          | 2005, 2006                         |
| 2      | Stephen Curry         | Warriors de Golden State                                 | 2015, 2016                         |
| 2      | Giánnis Antetokoúnmpo | Bucks de Milwaukee                                       | 2019, 2020                         |

## Nombre de MVP de saison régulière par équipe
| Titres | Équipe                    | Joueur                                                                                       | Années                                                   |
| ------ | ------------------------- | -------------------------------------------------------------------------------------------- | -------------------------------------------------------- |
| 10     | Celtics de Boston         | Bob Cousy (1), Bill Russell (5), Dave Cowens (1), Larry Bird (3)                             | 1957, 1958, 1961, 1962, 1963, 1965, 19731984, 1985, 1986 |
| 8      | Lakers de Los Angeles     | Kareem Abdul-Jabbar (3), Magic Johnson (3) , Shaquille O'Neal (1), Kobe Bryant (1)           | 1976, 1977, 1980, 1987, 1989, 1990, 2000, 2008           |
| 7      | 76ers de Philadelphie     | Wilt Chamberlain (3), Julius Erving (1), Moses Malone (1) Allen Iverson (1), Joel Embiid (1) | 1966, 1967, 1968, 1981, 1983, 2001, 2023                 |
| 6      | Bulls de Chicago          | Michael Jordan (5), Derrick Rose (1)                                                         | 1988, 1991, 1992, 1996, 1998,2011                        |
| 5      | Bucks de Milwaukee        | Kareem Abdul-Jabbar (3),Giánnis Antetokoúnmpo (2)                                            | 1971, 1972, 1974, 2019, 2020                             |
| 4      | Rockets de Houston        | Moses Malone (2), Hakeem Olajuwon (1), James Harden (1)                                      | 1979, 1982, 1994, 2018                                   |
| 3      | Nuggets de Denver         | Nikola Jokić (3)                                                                             | 2021, 2022 , 2024                                        |
| 3      | Warriors de Golden State  | Wilt Chamberlain (1), Stephen Curry (2)                                                      | 1960, 2015, 2016                                         |
| 3      | Thunder d'Oklahoma City   | Kevin Durant (1), Russell Westbrook (1) Shai Gilgeous-Alexander (1)                          | 2014 ,2017, 2025                                         |
| 3      | Suns de Phoenix           | Charles Barkley (1) , Steve Nash (2)                                                         | 1993 ,2005, 2006                                         |
| 3      | Spurs de San Antonio      | David Robinson (1) , Tim Duncan (2)                                                          | 1995, 2002, 2003                                         |
| 2      | Heat de Miami             | LeBron James (2)                                                                             | 2012, 2013                                               |
| 2      | Cavaliers de Cleveland    | LeBron James (2)                                                                             | 2009, 2010                                               |
| 2      | Jazz de l'Utah            | Karl Malone (2)                                                                              | 1997, 1999                                               |
| 2      | Hawks de Saint-Louis      | Bob Pettit (2)                                                                               | 1956, 1959                                               |
| 1      | Timberwolves du Minnesota | Kevin Garnett(1)                                                                             | 2004                                                     |
| 1      | Mavericks de Dallas       | Dirk Nowitzki (1)                                                                            | 2007                                                     |
| 1      | Trail Blazers de Portland | Bill Walton                                                                                  | 1978                                                     |
| 1      | Braves de Buffalo         | Bob McAdoo                                                                                   | 1975                                                     |
| 1      | Knicks de New York        | Willis Reed                                                                                  | 1970                                                     |
| 1      | Bullets de Baltimore      | Wes Unseld                                                                                   | 1969                                                     |
| 1      | Royals de Cincinnati      | Oscar Robertson                                                                              | 1964                                                     |

## Référence
1. ↑  Enzo Lecoq, « Le trophée de MVP renommé "Trophée Michael Jordan" : logique ? », sur TrashTalk, 13 décembre 2022 (consulté le 13 décembre 2022)
2. ↑  « Drake présentera la cérémonie des trophées NBA », sur Basket Infos, 27 janvier 2017 (consulté le 18 mai 2017)
3. ↑  (en) « 5-on-5: Who is the leading MVP candidate? », sur ESPN, 6 mars 2015 (consulté le 12 avril 2016)
4. ↑  (en) « Vote for Melo keeps LeBron from unanimous MVP nod », sur CBS Sports, 5 mai 2013 (consulté le 12 avril 2016)
5. ↑  (en) « O'Neal one vote away from unanimous MVP award », sur sportsillustrated.cnn.com/, 10 mai 2000 (consulté le 4 mai 2011)
6. ↑  (en) T.A. Badger, « It's official: Duncan captures MVP award », sur usatoday.com, 10 mai 2002 (consulté le 4 mai 2011)
7. ↑  (en) « NBA & ABA Most Valuable Player Award Winners », sur basketball-reference.com (consulté le 4 mai 2011)
8. ↑  (en) « Nowitzki is first European to be named MVP », sur ESPN, 16 mai 2007
9. ↑  (en) « Giannis third-youngest to win MVP in 40 years », sur ESPN.com, 24 juin 2019 (consulté le 29 juin 2019)
10. ↑  « Nikola Jokic élu MVP de la saison », sur lequipe.fr, 9 juin 2021 (consulté le 9 juin 2021)
11. ↑  (en) « Chicago's Derrick Rose Wins 2010-11 Kia NBA MVP Award », sur nba.com, 3 mai 2011 (consulté le 4 mai 2011)
12. ↑  Wilt Chamberlain est MVP avec deux franchises ayant évolué à Philadelphie : il remporte le premier avec les Warriors de Philadelphie, dont le nom est désormais les Warriors de Golden State, et les 76ers de Philadelphie.